# Сент-Анн (Міссурі)
Сент-Анн (англ. St. Ann) — місто (англ. city) в США, в окрузі Сент-Луїс штату Міссурі. Населення — 13 019 осіб (2020).

## Географія
Сент-Анн розташований за координатами 38°43′36″ пн. ш. 90°23′14″ зх. д. / 38.72667° пн. ш. 90.38722° зх. д. (38.726636, -90.387102).  За даними Бюро перепису населення США в 2010 році місто мало площу 8,23 км², уся площа — суходіл.

## Демографія
Згідно з переписом 2010 року, у місті мешкало 13 020 осіб у 5894 домогосподарствах у складі 3259 родин. Густота населення становила 1583 особи/км².  Було 6496 помешкань (790/км²).
Расовий склад населення:
| - 69,5 % — білих - 22,1 % — чорних або афроамериканців - 2,2 % — азіатів - 0,3 % — корінних американців - 3,0 % — осіб інших рас |

До двох чи більше рас належало 2,8 %. Частка іспаномовних становила 5,7 % від усіх жителів.
За віковим діапазоном населення розподілялося таким чином: 22,4 % — особи молодші 18 років, 64,6 % — особи у віці 18—64 років, 13,0 % — особи у віці 65 років та старші. Медіана віку мешканця становила 37,1 року. На 100 осіб жіночої статі у місті припадало 90,7 чоловіків;  на 100 жінок у віці від 18 років та старших — 87,9 чоловіків також старших 18 років.
Середній дохід на одне домашнє господарство  становив 46 094 долари США (медіана — 35 803), а середній дохід на одну сім'ю — 61 476 доларів (медіана — 55 382). Медіана доходів становила 35 821 долар для чоловіків та 35 300 доларів для жінок. За межею бідності перебувало 16,4 % осіб, у тому числі 16,6 % дітей у віці до 18 років та 14,8 % осіб у віці 65 років та старших.
Цивільне працевлаштоване населення становило 6039 осіб. Основні галузі зайнятості: освіта, охорона здоров'я та соціальна допомога — 18,3 %, роздрібна торгівля — 14,0 %, науковці, спеціалісти, менеджери — 11,4 %, мистецтво, розваги та відпочинок — 11,3 %.